# Metasyntaktische Variable
Eine metasyntaktische Variable ist eine Variable in Computer-Programmcodes, die ausschließlich zur Benennung von beliebigen Entitäten in Beispielen dient. Eine metasyntaktische Variable hat ansonsten keine Bedeutung.
Der Begriff stammt aus der Programmierung, wo er am meisten verwendet wird. Ein Programmierer benutzt eine metasyntaktische Variable in der Regel nicht in einem echten, fertigen Programm, wenn er stattdessen einen sinnvollen Namen verwenden kann.
Der Name des Begriffes kommt daher, dass die Variablen auf einer höheren Sprachebene als das Programm – nämlich zur Beschreibung – verwendet werden (Metasprache).
Sie treten häufig in Serien auf und sind kulturspezifisch, so z. B.
- foo, bar, foobar, baz, qux, quux, … (mit Variationen, siehe Fubar)[1] sehr häufig in Beispiel-Quellcode
- needle and haystack (englisch Nadel und Heuhaufen; siehe Metapher) in Funktionen zum Durchsuchen von Zeichenketten.
- alice, bob, eve, trudy überwiegend bei kryptographischen Themen und bei der Kommunikation (siehe Alice und Bob)
- bla, blubb, blabla, blablabla, blafasel im deutschsprachigen Raum (Laute, die normalerweise für inhaltsloses Gerede stehen)
- spam und eggs speziell in Python
- Fnord

Vor allem foo tritt als exemplarisches Objekt in vielen Beispielprogrammen auf.
Außerdem gibt es auch „metasyntaktische Werte“, die Zahl 42 als die Antwort auf das Leben, das Universum und den ganzen Rest, die 23 als vermeintliche Illuminatenzahl und als Quersumme letzterer auch die 5. Im deutschsprachigen Raum sind ebenso die 4711 und die 08/15 sehr verbreitet. Schließlich sind für 32-Bit-Werte noch hexadezimale Zahlen wie DEADBEEF gebräuchlich (siehe Hexspeak). Als metasyntaktische Werte für Domainnamen wurden „example.com“, „example.edu“, „example.net“ und „example.org“ festgelegt.
In einem humoristischen RFC wurde eine Erklärung zur Etymologie von Foo vorgebracht sowie als Reihenfolge der metasyntaktischen Variablen bar, baz, qux, quux, corge, grault, garply, waldo, fred, plugh, xyzzy, thud erklärt.